# 福田健太郎
福田健太郎（ふくだけんたろう）は、日本の漫画家。長崎県出身。

## 経歴
「福男」がJUMPトレジャー新人漫画賞の最終候補になった。
第9回金未来杯の候補として、週刊少年ジャンプ2014年36号に読切「デビリーマン」が掲載され、これがデビュー作になる。
「デビリーマン」が金未来杯を受賞し、その読切を基にした「デビリーマン」が2015年26号から同年42号まで連載された。
「シニギワ」をジャンプGIGAで2016 vol.1からvol.4まで掲載。
「ふたりの太星」を2019年26号から同年52号まで連載。
2021年 週刊少年ジャンプ13号にて『DELETE』を掲載。

## 作品リスト
- デビリーマン（週刊少年ジャンプ 2015年26号 - 2015年42号）
- シニギワ（ジャンプGIGA 2016 vol.1 - 4）
- ふたりの太星（週刊少年ジャンプ 2019年25号 - 2019年52号）[1]
- DELETE(デリート) （週刊少年ジャンプ 2021年13号）